# Steeg (Kürten)
Steeg ist ein Ortsteil in der Gemeinde Kürten im Rheinisch-Bergischen Kreis.
Optisch bildet Steeg mit dem westlich angrenzenden Ortsteil Dürscheid einen gemeinsamen Siedlungsbereich. Auch als Kirchort der Katholischen Kirche sind beide miteinander verbunden. Gleichwohl verlief zwischen den zwei Orten bis zum Inkrafttreten des Köln-Gesetzes am 1. Januar 1975 die Stadtgrenze zwischen der ehemaligen Stadt Bensberg und der Gemeinde Kürten.

## Geschichte
Bereits um die Wende zum 14. Jahrhundert ist der Hof Steeg urkundlich erwähnt, als Engelbert von dem Bottlenberg  der Kommende der Johanniter auf Schloss Burg Renten auf seinen bei Dürscheid gelegenen Hof verkaufte. 
Die Topographia Ducatus Montani des Erich Philipp Ploennies aus dem Jahre 1715, Blatt Amt Steinbach, belegt, dass der Ort bereits 1715 aus drei Hofstellen bestand, die als Steg beschriftet sind. Carl Friedrich von Wiebeking benennt die Hofschaft auf seiner Charte des Herzogthums Berg 1789 als Steg. Aus ihr geht hervor, das Steeg zu dieser Zeit Teil der Honschaft Engelsdorf im Kirchspiel Kürten war.
Die drei Höfe der damaligen Zeit stehen heute noch: Der Steeger Hof (Wipperfürther Straße 147), der Hof an der Steegerhöhe 10–12 sowie der Doppelhof Im Käulchen 2/Wipperfürther Straße 137, der bereits 1600 lehnspflichtig an das Kloster St. Maria im Kapitol war. An dieser Stelle des Hofes war die Grenze zwischen Steeg und Dürscheid.

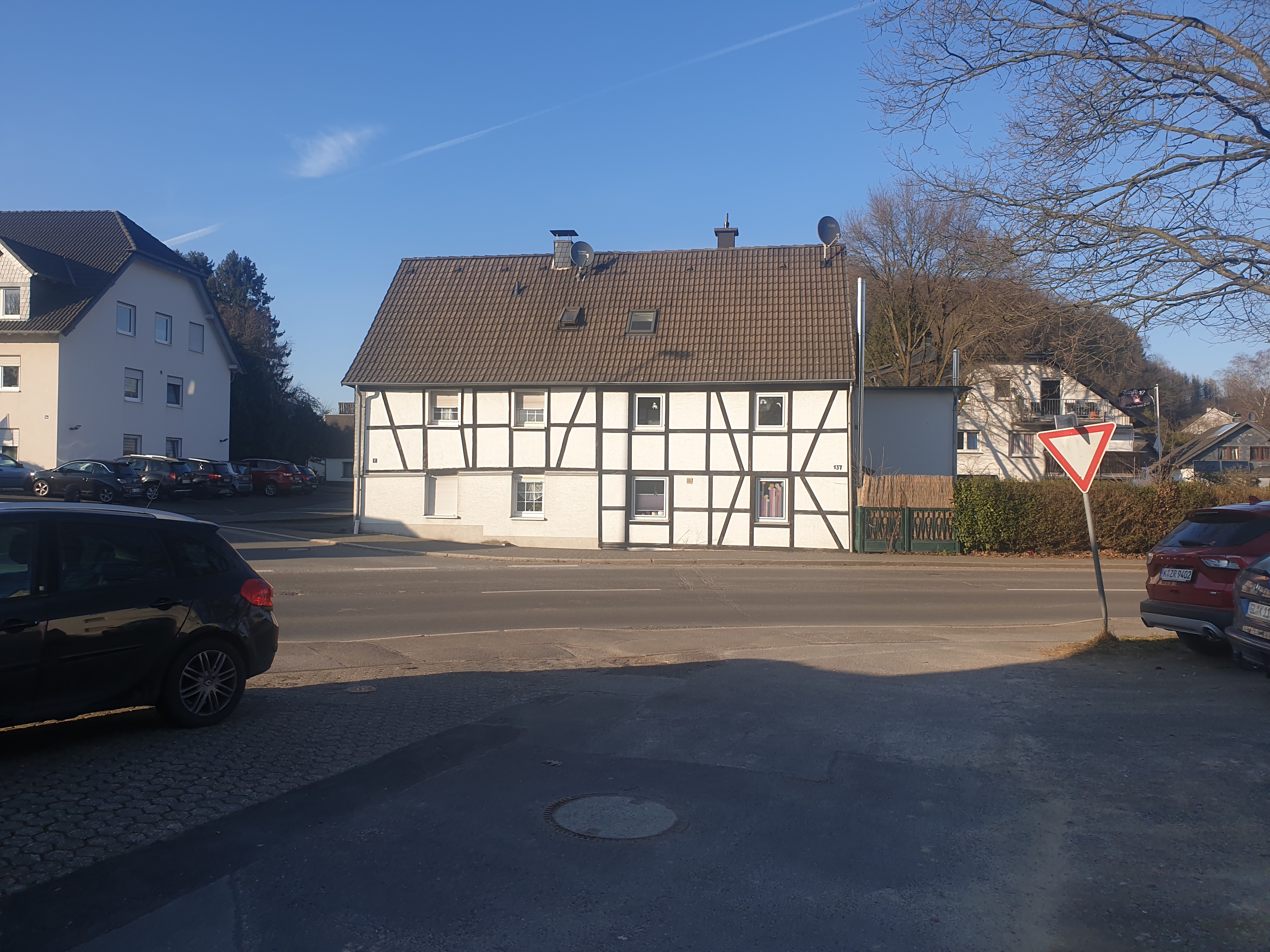
Doppelhof Im Käulchen / Wipperfürther Straße
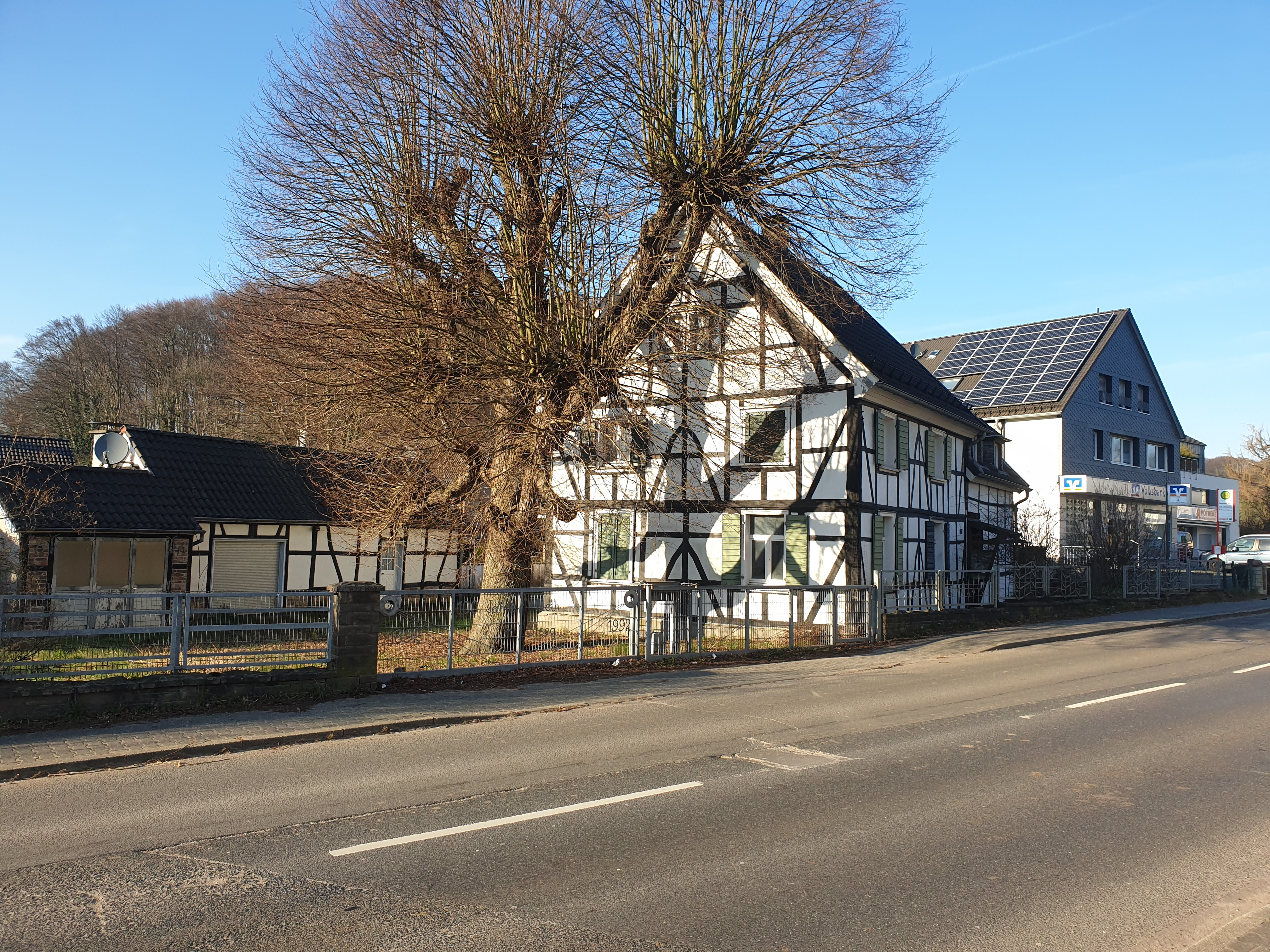
Steeger Hof

Unter der französischen Verwaltung zwischen 1806 und 1813 wurde das Amt Steinbach aufgelöst und Steeg wurde politisch der Mairie Kürten im Kanton Wipperfürth zugeordnet. 1816 wandelten die Preußen die Mairie zur Bürgermeisterei Kürten im Kreis Wipperfürth.
Der Ort ist auf der Topographischen Aufnahme der Rheinlande von 1824 und auf der Preußischen Uraufnahme von 1840 als Steeg verzeichnet. Ab der Preußischen Neuaufnahme von 1892 ist er auf Messtischblättern regelmäßig als Steeg verzeichnet. Um 1844 wurde der Verlauf der Dürsch im Bereich Steeg nach Osten verlegt, die Ortsgrenzen wurden jedoch beibehalten.
1822 lebten 46 Menschen im als Hof kategorisierten und Steg bezeichneten Ort.  Der 1845 laut der Uebersicht des Regierungs-Bezirks Cöln als Weiler kategorisierte Ort besaß zu dieser Zeit zwölf Wohnhäuser. Zu dieser Zeit lebten 86 Einwohner im Ort, davon 81 katholischen und fünf evangelischen Bekenntnisses. Die Gemeinde- und Gutbezirksstatistik der Rheinprovinz führt Steeg 1871 mit 14 Wohnhäusern und 103 Einwohnern auf. Im Gemeindelexikon für die Provinz Rheinland von 1888 werden 18 Wohnhäuser mit 117 Einwohnern angegeben. 1895 werden 19 Wohnhäuser mit 106 Einwohnern  angegeben, 1905 besitzt der Ort 16 Wohnhäuser und 108 Einwohner und gehörte konfessionell nunmehr seit der Umpfarrung 1894 zum katholischen Kirchspiel Dürscheid.
Aufgrund des Köln-Gesetze wurde die Gemeinde Kürten mit Wirkung zum 1. Januar 1975 mit dem bis dahin selbstständigen Gemeinden Bechen und Olpe zur Großgemeinde Kürten zusammengeschlossen. Dabei wurden auch Randbereiche von der Stadt Bensberg ausgegliedert und in Kürten eingemeindet. Auf diese Weise kam das unmittelbar benachbarte, jenseits des die Grenze markierenden Weyerbachs bzw. Dürschbachs gelegene Bensberger Dürscheid ebenfalls in das Gemeindegebiet. Im Laufe der Zeit schlossen sich die Baulücken zwischen den beiden Orten, so dass beide heute einen geschlossenen Siedlungsbereich bilden.